# Comuna Komarivka, Korsun-Șevcenkivskîi
Komarivka (în ucraineană Комарівка) este o comună în raionul Korsun-Șevcenkivskîi, regiunea Cerkasî, Ucraina, formată din satele Hîlkî și Komarivka (reședința).

## Demografie
Componența lingvistică a comunei Komarivka
     Ucraineană (98,04%)
     Rusă (1,96%)
Conform recensământului din 2001, majoritatea populației comunei Komarivka era vorbitoare de ucraineană (98,04%), existând în minoritate și vorbitori de rusă (1,96%).